# Antistaseopsis brasiliensis
Antistaseopsis brasiliensis är en tvåvingeart som beskrevs av Townsend 1934. Antistaseopsis brasiliensis ingår i släktet Antistaseopsis och familjen parasitflugor. Inga underarter finns listade i Catalogue of Life.